# TITLE (アルバム)
『TITLE』（タイトル）は、日本のバンド、ストレイテナーのメジャー2ndオリジナルアルバム。2005年1月26日発売。発売元は東芝EMI。

## 概要
- 前作『ROCK END ROLL』から約7ヶ月振り、フルアルバムでは『LOST WORLD'S ANTHOLOGY』以来約1年振りとなるリリース。
- 特典として、収録曲である「KILLER TUNE」（シングルバージョン）のビデオクリップも収録されている。
- 2020年9月5日に行われた有料配信ライブ「TITLE COMEBACK SHOW」では『TITLE』の全収録曲の再現が行われた[1]。

## 収録曲
| 全作詞・作曲: ホリエアツシ。 |                                               |              |              |      |
| #                            | タイトル                                      | 作詞         | 作曲・編曲   | 時間 |
| 1.                           | 「SAD AND BEAUTIFUL WORLD」                   | ホリエアツシ | ホリエアツシ | 3:51 |
| 2.                           | 「PLAY THE STAR GUITAR」                      | ホリエアツシ | ホリエアツシ | 3:04 |
| 3.                           | 「泳ぐ鳥」                                    | ホリエアツシ | ホリエアツシ | 3:10 |
| 4.                           | 「TENDER」(TITLE Version)                     | ホリエアツシ | ホリエアツシ | 4:41 |
| 5.                           | 「REBIRTH」                                   | ホリエアツシ | ホリエアツシ | 3:24 |
| 6.                           | 「STILLNESS IN TIME」                         | ホリエアツシ | ホリエアツシ | 2:44 |
| 7.                           | 「AGAINST THE WALL」                          | ホリエアツシ | ホリエアツシ | 4:40 |
| 8.                           | 「LOVE RECORD」                               | ホリエアツシ | ホリエアツシ | 4:12 |
| 9.                           | 「REMINDER」                                  | ホリエアツシ | ホリエアツシ | 3:50 |
| 10.                          | 「AMAZING STORIES」                           | ホリエアツシ | ホリエアツシ | 2:56 |
| 11.                          | 「EVERGREEN」                                 | ホリエアツシ | ホリエアツシ | 3:48 |
| 12.                          | 「KILLER TUNE」(Natural Born Killer Tune Mix) | ホリエアツシ | ホリエアツシ | 3:41 |
| 合計時間:                    | 合計時間:                                     | 44:01        |              |      |

### 曲解説
1. SAD AND BEAUTIFUL WORLD
PVが製作されている。2013年2月7日に日本武道館で行われる「21st CENTURY ROCK BAND」に向けて行われたセットリスト投票では1位となり、ライブ中盤に組み込まれた[2]。また、この際にリアレンジされたバージョンは後に自身のトリビュートアルバム『PAUSE 〜STRAIGHTENER Tribute Album〜』に収録されており、現在も主にこのバージョンでライブで演奏されている。[3]。
2. PLAY THE STAR GUITAR
メジャー3rdシングル「KILLER TUNE/PLAY THE STAR GUITAR」2曲目。
3. 泳ぐ鳥
4. TENDER (TITLE Version)
メジャー2ndシングルのアルバムバージョン。
5. REBIRTH
6. STILLNESS IN TIME
7. AGAINST THE WALL
PVが製作されている。
8. LOVE RECORD
9. REMINDER
ミニアルバム『ROCK END ROLL』収録曲。
2018年10月17日にリリースされるベストアルバム2作品の収録曲決定に際して行われた投票では本楽曲が1位となった[4]。
10. AMAZING STORIES
本楽曲では日向はウォーキングベースを弾いており、当時ダウンピッキングを持ち味としていた為に照れながら弾いていたという[5]。
11. EVERGREEN
メンバー曰く「長崎の歌」[注釈 1]であり、長崎以外でのライブでは披露されない楽曲[6]。
12. KILLER TUNE (Natural Born Killer Tune Mix)
メジャー3rdシングル「KILLER TUNE/PLAY THE STAR GUITAR」1曲目のアルバムバージョン。ギター音やドラムパターンなどが変わっている。
NANO-MUGEN FES.2009ではアンコールに本楽曲を演奏した際はASIAN KUNG-FU GENERATIONのメンバー全員をステージに上げており、ギター・ボーカルの後藤正文はホリエの所有する鍵盤とシンセサイザーを加えて演奏に参加した[7][注釈 2]。 また、2013年にASIAN KUNG-FU GENERATIONのデビュー10周年を記念して行われた横浜スタジアム公演ではホリエが招請され、ASIAN KUNG-FU GENERATIONによる演奏で本楽曲が披露された[8]。他にも、2010年5月に行われた「JAPAN JAM」ではセッションゲストに生形真一[注釈 3]を招き入れて本楽曲を演奏し[9]、また2015年6月7日に行われたgeek sleep sheepの赤坂BLITZ公演では、geek sheep sleepのメンバー・百々和宏を招いて本楽曲を演奏した[10]。

## 演奏
- ホリエアツシ：Vocal, Guitar, Piano
- ナカヤマシンペイ：Drums
- 日向秀和：Bass